# Heinrich Strub (Politiker, 1875)
Heinrich Strub, voller Name Heinrich Otto Strub, (* 8. April 1875 in Ormalingen; † 5. Januar 1954 in Muttenz) war ein Schweizer Politiker und Tierarzt.

## Leben und Werk
Heinrich Strub war ein Sohn des Gefängniswärters Emil Strub und der Rosina, geborene Mohler. Im Jahr 1902 heiratete er Marie Bürgin.
Strub besuchte nach der Obligatorischen Schule die Landwirtschaftliche Schule in Rütti (Gemeinde Zollikofen). Anschliessend holte er die Matura nach, damit er studieren konnte. Nach dem Studium der Veterinärwissenschaft in Bern arbeitete er zwischen 1904 und 1954 als Tierarzt in Muttenz. Als Tierarzt beschäftigte er sich sehr mit den Krankheiten und Seuchen im Tierreich. Besondere Verdienste erwarb er sich bei der Bekämpfung in den Bereichen Maul- und Klauenseuche und Rindertuberkulose. Von Nutzen war ihm dabei seine Stellung als Kantonstierarzt im Kanton Basel-Landschaft und die Mitgliedschaft in verschiedenen Vereinen in den Bereichen Jagd, Kavallerie und Reitsport.
Im Militär arbeitete er sich bei der Kavallerie bis zum Rang eines Obersten empor.
Ohne vorher ein politisches Amt auf regionaler Stufe gehabt zu haben, wurde er im Oktober 1914 für die Radikaldemokraten in den Nationalrat gewählt. Er war vom 7. Dezember 1914 bis zum 1. November 1919 Mitglied des Nationalrats. Danach endete seine politische Karriere und er widmete sich wieder seinem Beruf als Tierarzt.